# Mike Duxbury
Michael (Mike) Duxbury (ur. 1 września 1959 w Accrington w hrabstwie Lancashire) – piłkarz angielski, występujący na pozycji obrońcy.
W latach 1983–1984 rozegrał 10 meczów w pierwszej reprezentacji Anglii. Z zespołem Manchester United F.C. trzykrotnie zdobył  Puchar Anglii (1983, 1985, 1990).